# Ngô Thì Nhậm
Ngô Thì Nhậm hay Ngô Thời Nhiệm (chữ Hán: 吳時任; 25 tháng 10 năm 1746 – 1803) là một tu sĩ Phật giáo, danh sĩ, nhà văn đời Hậu Lê và Tây Sơn, có công lớn trong việc giúp triều Tây Sơn đánh lui quân Thanh.

## Sự nghiệp
Ngô Thì Nhậm thông minh, học giỏi, sớm có những công trình về lịch sử. Ông xuất thân trong một gia đình vọng tộc tại Bắc Hà, là con của Ngô Thì Sĩ, người làng Tả Thanh Oai, ngày nay thuộc huyện Thanh Trì, Hà Nội. Nhờ truyền thống gia đình văn học và nhờ tư chất thông minh, Ngô Thì Nhậm thành công rất sớm. Mười sáu tuổi đã viết cuốn "Nhị thập tứ sử toát yếu". Mười chín tuổi đỗ đầu kỳ thi Hương. Hai mươi tuổi viết "Tứ gia thuyết phả".
Năm 1768, 23 tuổi, ông thi đỗ giải Nguyên, được bổ Hiến sát phó sứ Hải Dương.
Năm 1771, 26 tuổi, ông dự khảo thí ở Quốc tử giám, đỗ ưu hạng đồng thời hoàn thành "Hải đông chí lược", một tập địa phương chí của Hải Dương.
Năm 1775, ông thi đỗ thứ năm hàng Tiến sĩ tam giáp, cùng khoa với Phan Huy Ích. Đạt được học vị cao nhất của thang giá trị học vấn thời đó. Được chúa Trịnh Sâm rất quý mến và nhận xét là "Tài học không ở dưới người". Sau khi đỗ đạt, ông được bổ làm quan Hộ khoa cấp sự trung ở bộ Hộ dưới triều Lê – Trịnh.
Năm 1776, ông được bổ làm Giám sát Ngự sử đài đạo Sơn Nam, sau đó thăng Đốc đồng trấn Kinh Bắc.
Năm 1778, ông vẫn giữ chức Đốc đồng Kinh Bắc nhưng kiêm thêm chức Đốc đồng Thái Nguyên. Khi đó cha ông làm Đốc đồng Lạng Sơn. Cha con đồng triều, nổi tiếng văn chương trong thiên hạ.
Không phụ lòng tin yêu của vương thượng, Ngô Thì Nhậm dâng nhiều kế sách hay trong đạo trị nước, trong đó có các bài biểu nổi tiếng như Giáo nghị, Pháp nghị và Chính nghị. Tuy nhiên, do triều đại Lê – Trịnh đang ở vào thời suy vi, nên dù rất khen kế sách của ông, Trịnh Sâm cũng không thể áp dụng nó vào thực tế.
Sau Vụ án năm Canh Tý (1780), Ngô Thì Nhậm được thăng làm Công bộ Hữu thị lang. Vụ này khiến cho giới sĩ phu Bắc Hà nghi ngờ Ngô Thì Nhậm là người tố giác Trịnh Khải, nên phải bỏ trốn về quê vợ ở Bách Tính, Nam Định (nay là Bách Tính, xã Nam Hồng, huyện Nam Trực, Nam Định) lánh nạn.
Cha ông mất cùng năm sau vụ án Canh Tý (Trịnh Sâm dẹp tan âm mưu đảo chính của phe cánh Trịnh Tông muốn diệt trừ phe cánh Đặng Thị Huệ và Quận Huy), do bạo bệnh sau một chuyến đi Nam quan cho việc quan. Do đó Nhậm mới bị cái tiếng "sát tứ phụ nhi thị lang" (giết bốn cha để được chức Thị lang. Bốn cha ý chỉ Ngô Thì Sĩ và ba người bạn vong niên của ông Sĩ là Nguyễn Khản - anh trai Nguyễn Du, Nguyễn Phương Đĩnh và Nguyễn Khắc Tuân).
Với tư tưởng lấy trung làm đầu, khi Nguyễn Huệ mang quân ra đất Bắc lần thứ nhất, Ngô Thì Nhậm đã từng gọi Nguyễn Huệ là giặc, từ bỏ đất kinh kì đi "lánh nạn", hưởng thú vui "nhắm rượu với cua béo".
Năm 1788, Nguyễn Huệ ra Bắc lần thứ hai, xuống lệnh "cầu hiền" tìm kiếm quan lại của triều cũ. Danh sĩ Bắc Hà đã đầu quân cho nhà Tây Sơn từ trước đó mới chỉ có Trần Văn Kỉ, Ngô Văn Sở và Đặng Tiến Đông.
Tuy vậy, tới thời điểm này thì cả vua Lê lẫn chúa Trịnh đều đã đổ. Ngô Thì Nhậm và một số thân sĩ Bắc Hà khác như Phan Huy Ích, Bùi Dương Lịch; các tiến sĩ Ninh Tốn, Nguyễn Thế Lịch, Nguyễn Bá Lan; Đoàn Nguyễn Tuấn (anh rể Nguyễn Du); Vũ Huy Tấn; Nguyễn Huy Lượng (tác giả "Tụng Tây Hồ phú")... lần lượt ra làm quan cho nhà Tây Sơn. Ngô Thì Nhậm là người đầu tiên trong đám nhân sĩ Bắc Hà tới trình diện ở bộ Lễ. Sau đó, ông nhận được lòng tín nhiệm tuyệt đối của Nguyễn Huệ.
Sử cũ viết khi được Thì Nhậm, Nguyễn Huệ mừng mà rằng: "Thật là trời để dành ông cho ta vậy", và phong cho ông chức Tả thị lang bộ Lại, tước Tĩnh phái hầu, cùng với Võ Văn Ước coi tất cả quan văn võ của triều Lê.
Chỉ chưa đầy một tháng phục vụ chủ mới, Thị lang Ngô Thì Nhậm đã tập hợp được một số cựu thần nhà Lê và soạn ngay một tờ biểu suy tôn để xin Nguyễn Huệ lên ngôi hoàng đế. Công việc có chiều hấp tấp và lộ liễu đó không được mấy người hưởng ứng, những người có tư cách đều không ra, có kẻ bị ép thà tự tử.
Không thể đóng quân mãi ở xa đại bản doanh, thả mồi bắt bóng, ngày chậm tháng chầy có thể đưa đến những bất lợi, Nguyễn Huệ đành phải để một đại tướng trấn giữ miền Bắc, hậm hực kéo quân trở về Thuận Hóa chờ cơ hội khác. Sau ông lại thăng làm Thượng thư bộ Lại - chức vụ cao cấp nhất trong Lục bộ.
Cuối năm Mậu Thân (1788), do vua Lê Chiêu Thống cầu viện, 29 vạn quân Thanh kéo sang Đại Việt, với chiêu bài diệt Tây Sơn dựng lại nhà Lê.
Ngô Thì Nhậm đã có kế lui binh về giữ phòng tuyến Tam Điệp – Biện Sơn (Ninh Bình) góp phần làm nên chiến thắng của nhà Tây Sơn. Ông nhận định: "Nay, ta giữ quân mà rút về chỗ hiểm Tam Điệp, không bị mất một mũi tên. Cho giặc vào Thăng Long ngủ trọ một đêm, rồi tung quân ra đánh, đuổi chúng đi, có mất gì đâu?".
Đánh giá về công lao của Ngô Thì Nhậm, vua Quang Trung nói với tướng sĩ rằng: "Các người đều là chiến tướng, tự nhiên gặp giặc là đánh, mà lâm cơ cần ứng biến thì không đủ tài. Mấy tháng trước, ta phải để Ngô Thì Nhậm ở lại, cộng sự với các ngươi, chính là lo sẵn cho chỗ đó".
Năm 1790, vua Quang Trung đã giao cho Ngô Thì Nhậm giữ chức Binh bộ thượng thư. Tuy làm ở bộ Binh, nhưng Thì Nhậm chính là người chủ trì về các chính sách và giao dịch ngoại giao với Trung Hoa. Ông là người đứng đầu một trong những sứ bộ ngoại giao sang Trung Hoa.
Vốn là người văn chương nức tiếng bấy giờ, phần lớn các thư từ bang giao giữa Đại Việt và nhà Thanh đều do chính tay ông soạn thảo. Những văn kiện ngoại giao của Ngô Thì Nhậm thể hiện rõ nguyên tắc về chủ quyền lãnh thổ, danh dự quốc gia với các chính sách mềm dẻo, linh hoạt, cứng rắn. Ngoài ra, Ngô Thì Nhậm hai lần đi sứ sang nhà Thanh vào những dịp rất quan trọng, khoảng các năm 1790, 1792-1793. Khi đi sứ nhà Thanh năm 1790 (đời vua Càn Long), ông ghé thăm mộ của Nhạc Phi ở Hàng Châu và viết bài thơ Đề Nhạc Vũ Mục vương miếu (nghĩa là "Đề miếu Nhạc Vũ Mục vương"), sau đó ông ghé thăm Miếu thờ Nhạc Phi ở Yển Thành (thuộc tỉnh Hà Nam, Trung Quốc ngày nay) và viết bài thơ Đề Yển Thành Nhạc vương miếu (nghĩa là "Đề miếu Nhạc vương ở Yển Thành"). Ông dốc toàn tài năng cho nhà Tây Sơn. Chính sách ngoại giao khôn khéo đối với nhà Thanh, không nghi ngờ gì nữa, là tác phẩm của Ngô Thì Nhậm, không phải là công trạng của Quang Trung.
Theo sách Hoàng hoa đồ phả, trong những lần đi sứ phương Bắc, ông luôn cố gắng để đến tất cả những danh thắng ở Trung Quốc mà người Việt chỉ biết qua sách vở, cũng như tìm kiếm dấu vết của lịch sử Việt Nam trên đất khách.
Sau khi ổn định an ninh một dải đất dài từ ải Nam quan vào tới Bến Ván, Quang Trung đã nghe theo lời cố vấn của hai văn thần quan trọng là Trần Văn Kỷ và Ngô Thì Nhậm để tổ chức lại guồng máy hành chánh, thuế khóa.
Sau một thời gian chiến tranh liên miên, đồng ruộng hoang hóa, xóm làng điêu tàn đổ nát, dân cư xiêu tán, kinh tế kiệt quệ, Quang Trung phải đối phó với những khó khăn chồng chất của thời bình. Trong các kế hoạch bình định, chắc chắn Ngô Thì Nhậm soạn thảo cho Quang Trung kế hoạch tái phối trí dân số và phát triển nông nghiệp, vì văn bản chính thức của kế hoạch này, "Tờ Chiếu Khuyến nông", được dòng họ Ngô Thì lưu giữ và ghi vào tập "Hàn các anh hoa" của Ngô Thì Nhậm.
Năm 1792, sau khi Quang Trung mất, ông không còn được tin dùng, quay về nghiên cứu Phật học. Ông lập thiền viện, soạn công án, trở thành Hải Lượng thiền sư. Từ một nhà nho nhiệt tín, một nhà chính trị nhiệt tín, ông trở thành đệ tứ tổ của Thiền tông Việt Nam. Ông đã hoàn thành một tác phẩm rất có giá trị là Trúc Lâm Tông Chỉ Nguyên Thanh (1796).
Năm 1802, sau khi Gia Long tiêu diệt nhà Tây Sơn, Ngô Thì Nhậm, Phan Huy Ích, Nguyễn Thế Lịch và một số viên quan triều Tây Sơn bị đánh bằng roi tại Văn Miếu năm 1803. Nhưng vì có mâu thuẫn trước đó với Ngô Thì Nhậm, Đặng Trần Thường đã cho người tẩm thuốc vào roi để đánh ông. Sau trận đánh đòn, về nhà, Ngô Thì Nhậm chết.

## Câu ứng đối nổi tiếng
Tương truyền Ngô Thì Nhậm và Đặng Trần Thường có quen biết với nhau.
Chuyện xưa kể lại rằng, học trò của cụ Ngô Thì Sĩ ngày ấy khá đông, nhưng xuất sắc nhất chỉ có người con trai là Ngô Thì Nhậm và con rể của cụ là Phan Huy Ích. Một lần vui miệng, để khuyến khích cả con rể và con trai, cụ Sĩ bảo hai người hãy cố chiếm lấy cho được vị trí trong cuộc tranh đua khoa giáp. Lúc ông bảo ban như vậy có mặt cả một người học trò khác tên là Đặng Trần Thường. Không thấy thầy nhắc gì đến mình, Đặng Trần Thường cảm thấy bị bẽ mặt, từ đó trong thâm tâm nảy sinh ghen ghét, bực bội với hai người kia.
Nhưng quả thực là lực học của Đặng Trần Thường không bằng hai người họ Ngô và Phan được. Sau kỳ thi Hội, hai người này đều đỗ cao, còn Đặng Trần Thường thì bị hỏng. Từ đó, lòng đố kỵ lại tăng lên, Đặng muốn tỏ ra khinh thường bạn để thỏa nỗi bực mình. Vì thế, chọn đúng ngày Ngô Thì Nhậm vinh quy được rước về làng, Thường ra chặn ngay đầu đường kéo quần xuống đái. Các quan và chức dịch sở tại thấy vậy đuổi bắt và đánh Thường mấy chục roi. Thường cho đây là chủ tâm của Ngô Thì Nhậm muốn làm nhục mình, nên từ đó càng căm giận, nhất quyết trả thù cho bằng được.
Lúc Ngô Thì Nhậm được vua Quang Trung trọng dụng thì Đặng Trần Thường đến xin Nhậm tiến cử. Trông thấy vẻ khúm núm làm mất phong độ của kẻ sĩ, Nhậm thét bảo Thường:
Ở đây cần dùng người vừa có tài vừa có hạnh, giúp vua cai trị nước. Còn muốn vào luồn ra cúi thì đi nơi khác.
Có chuyện lại kể, Nhậm thấy vẻ khúm núm, hèn hạ, xin xỏ của Thường thì khẽ cười mà rằng:
Công hầu, khanh tướng, vòng trần ai (đại ý nói rằng danh tước, công hầu làm con người thành bi kịch chốn trần ai).
Đặng Trần Thường nghe mà căm tím ruột, hổ thẹn ra về, rồi vào Nam theo Nguyễn Phúc Ánh.
Sau khi nhà Tây Sơn mất, các võ tướng và một số quan văn bị giải về Hà Nội để bị xử phạt đánh bằng roi ở Văn Miếu, trong số đó có Phan Huy Ích và Ngô Thì Nhậm. Chủ trì cuộc phạt đánh đòn đó là Đặng Trần Thường.
Trong thế đối nghịch nhau, nhớ lại chuyện xưa, Đặng Trần Thường kiêu hãnh ra vế câu đối cho Ngô Thì Nhậm: 
Ai công hầu, ai khanh tướng, vòng trần ai, ai đã biết ai
Ngô Thì Nhậm khẳng khái đáp: 
Thế Chiến Quốc, thế Xuân Thu, gặp thời thế, thế thời phải thế
Có thuyết nói rằng, nguyên câu đối lại của Ngô Thì Nhậm là: Thế Chiến Quốc, thế Xuân Thu, dù thời thế, thế nào cũng thế hoặc là: Thế Chiến Quốc, thế Xuân Thu, gặp thời thế, thế nào vẫn thế. Đặng Trần Thường bắt ông phải sửa lại như câu nói "thế đành theo thế" (hay thế thời theo thế hoặc là thế thì phải thế). Ngô Thì Nhậm không nói lại. Thường tức giận sai người dùng roi tẩm thuốc độc đánh ông.
Sau trận đòn về nhà, Phan Huy Ích không bị đánh bằng thuốc độc nên còn sống. Còn Ngô Thì Nhậm bị thuốc độc ngấm vào tạng phủ, biết mình không qua khỏi, trước khi qua đời ông có làm bài thơ gửi tặng Đặng Trần Thường như sau:
Ai tai Đặng Trần Thường
Chân như yến xử đường
Vị Ương cung cố sự 
Diệc nhĩ thị thu trường
Nghĩa là: Thương thay Đặng Trần Thường. Nay quyền thế lắm đấy, nhưng khác nào như chim yến làm tổ trong cái nhà sắp cháy, rồi sẽ khốn đến nơi. Giống như Hàn Tín giúp Hán Cao tổ, rồi bị Cao tổ giết ở cung Vị Ương. Kết cục của ngươi rồi cũng thế đó.
Dịch thơ:
Thương thay Đặng Trần Thường
Tổ yến nhà xử đường
Vị Ương cung chuyện cũ
Tránh sao kiếp tai ương?
Quả nhiên sau này bài thơ ứng nghiệm, Thường bị Gia Long xử tử.

## Tác phẩm chính
- Bang giao hảo thoại (văn)
- Bang giao tập (văn)
- Kim mã hành dư (văn)
- Hàn các anh hoa (văn, thơ)
- Doãn thi văn tập (văn, thơ)
- Yên đài thu vịnh (thơ)
- Hoàng hoa đồ phả (thơ)
- Cúc đường bách vịnh (thơ)
- Hải Dương chí lược
- Hy Doãn thi văn tập
- Xuân Thu quản kiến
- Tam thiên tự giải âm (tức Tự học toản yếu). Sách này về sau dịch ra quốc ngữ là Tam Thiên Tự. Sách được học giả Đoàn Trung Còn biên soạn, sao lục, Chí Đức tùng thư xuất bản lần đầu năm 1959 là sách căn bản để học tiếng Hán

## Hình ảnhcông cộng
Ngày nay tại Việt Nam đang có những con đường, phố và ngôi trường mang tên ông. Trong khi đó, ở các tỉnh miền Trung và miền Nam lại viết là Ngô Thời Nhiệm.

## Phụ chú
1. ↑  Ngô Thì Nhậm trùng với tên húy vua Tự Đức (Hồng Nhậm, Nguyễn Phúc Thì) nên phải đọc và viết thành Ngô Thời Nhiệm (theo Họ và tên người Việt Nam, PGS.TS Lê Trung Hoa, Nhà xuất bản Khoa học xã hội, 2005).